# Paul Bekkers

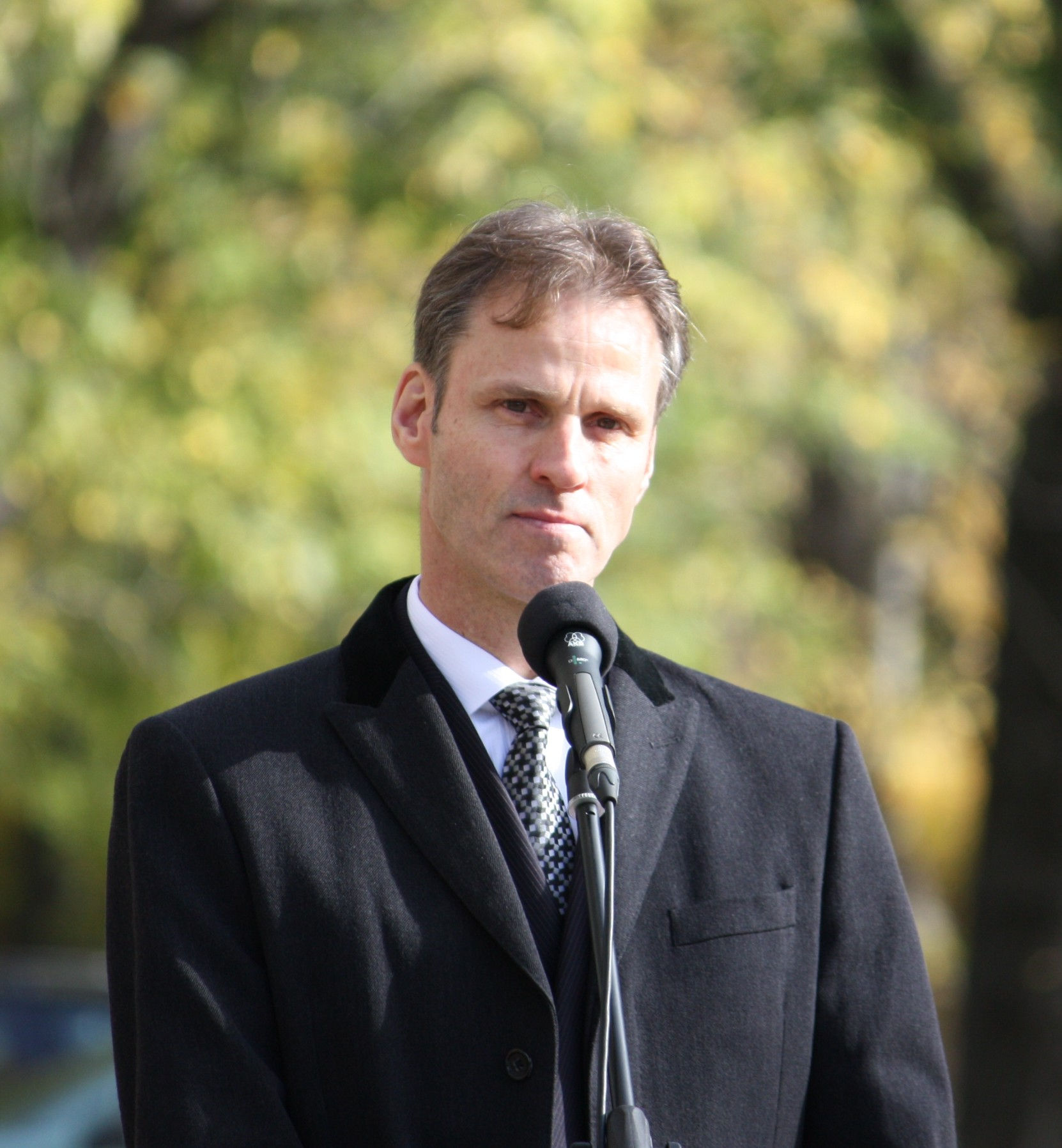
Paul Bekkers (2013)

Paul Bekkers (* 29. März 1961 in Druten) ist ein niederländischer Diplomat.

## Leben
Bekkers besitzt einen Master in Rechtswissenschaften und er hat einmal Wirtschaftswissenschaften und Geschichte studiert. Er begann dann im Außenministerium zu arbeiten, zum einen in Den Haag, zum anderen in Ghana, Zaire, Südafrika und Türkei.
Seit 2005 bis 2009 war er Direktor für Gesundheit, Gender und Zivilgesellschaft im Außenministerium und Repräsentant für HIV/AIDS-Fragen. Im Jahr 2009 wurde er dann zum Botschafter in Malaysia ernannt, was er bis zu seiner Ernennung zum Botschafter in Polen und Botschafter in Belarus 2013 blieb. In dieser Position blieb er bis 2016 bevor er Stabschef und stellvertretender Leiter des Sekretariats der OSZE wurde. In dieser Funktion arbeitete er vier Jahre bevor er zurück in die niederländische Regierung ging, wo er Beauftragter für geistige Gesundheit und Leiter einer Corona Taskforce war. Er wurde dann 2021 zum Ständigen Vertreter bei der Welthandelsorganisation, den Vereinten Nationen in Genf und anderen internationalen Organisationen ernannt.